# Сенсениг, Дана
Дана Сенсениг (англ. Dana Sensenig; род. 30 ноября 1984, Ланкастер, Пенсильвания) — американская хоккеистка на траве, полузащитник. Участница летних Олимпийских игр 2008 года, серебряный призёр Панамериканских игр 2007 года.

## Биография
Дана Сенсениг родилась 30 ноября 1984 года в американском городе Ланкастер в штате Пенсильвания.
Окончила среднюю школу Кокалико, где помимо хоккея на траве успешно выступала в баскетболе и лёгкой атлетике. Училась в университете Олд Доминион в Норфолке, который окончила по специальности «физическое воспитание». Играла в хоккей на траве за его команду «Олд Доминион Монаркс».
В 2007 году в составе женской сборной США завоевала серебряную медаль хоккейного турнира Панамериканских игр в Рио-де-Жанейро.
В 2008 году вошла в состав женской сборной США по хоккею на траве на летних Олимпийских играх в Пекине, занявшей 8-е место. Играла на позиции полузащитника, провела 6 матчей, забила 1 мяч в ворота сборной Испании.

## Семья
Родители — доктор Брюс и Дэнис Сенсениг. Имеет двух сестёр Келли Джо и Кэрри и брата Тимоти.